# Semicossyphus

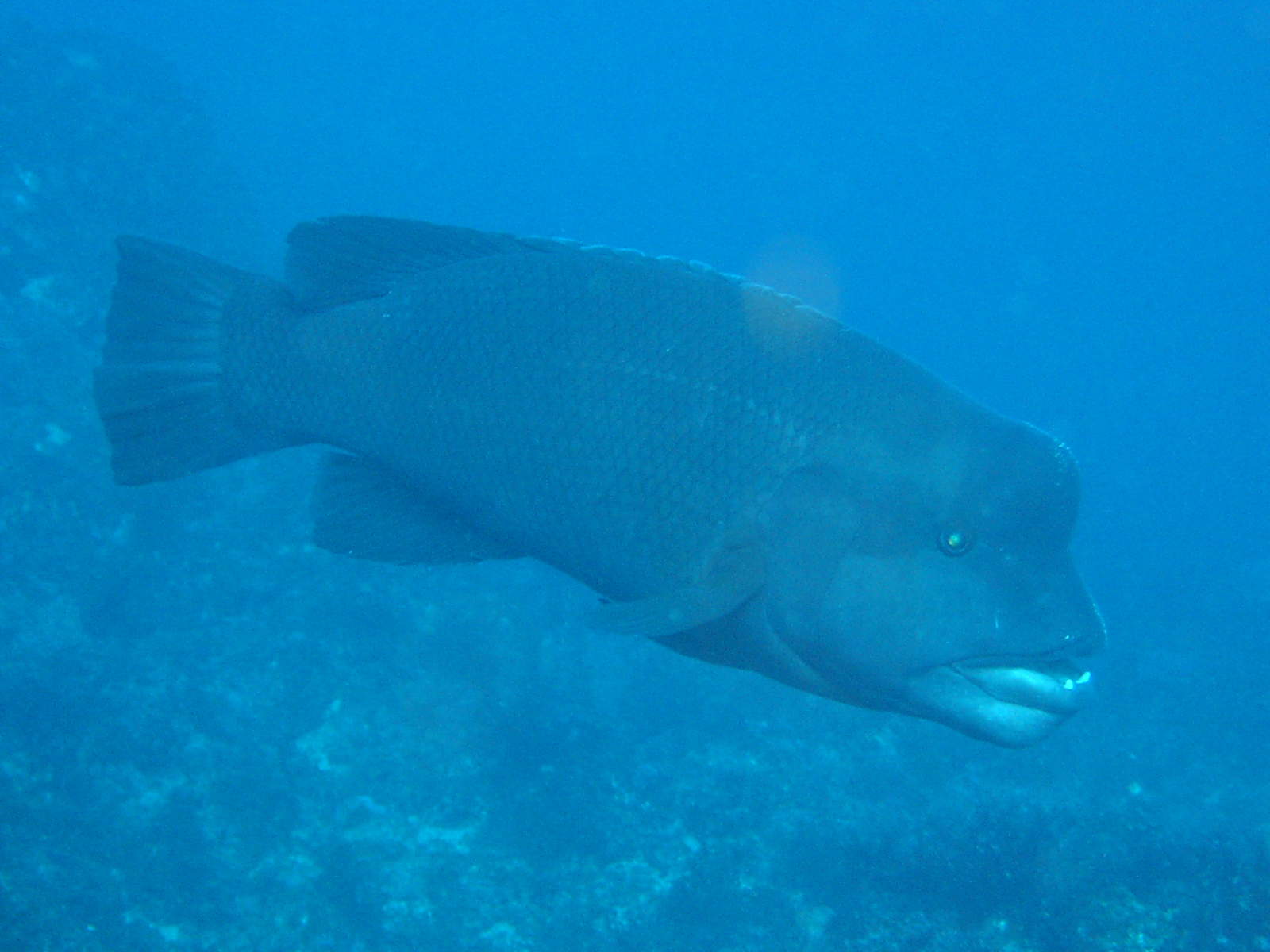
S. reticulatus

Semicossyphus Günther, 1861 è un genere di pesci di acqua salata appartenenti alla famiglia Labridae.

## Distribuzione
Provengono dalle barriere coralline dell'oceano Pacifico.

## Descrizione
Presentano un corpo appena compresso lateralmente, tozzo, alto e non molto allungato. Gli adulti sviluppano una gobba sulla testa. Sono pesci di grandi dimensioni, che variano dai 70 cm di S. darwini ai 100 di S. reticulatus.

## Tassonomia
In questo genere sono riconosciute 3 specie:
- Semicossyphus darwini
- Semicossyphus pulcher
- Semicossyphus reticulatus

## Conservazione
La principale minaccia per le specie di questo genere è la pesca: S. darwini e S. reticulatus sono classificati come "dati insufficienti" dalla lista rossa IUCN perché non si hanno informazioni precise su in che quantità vengano pescati; S. pulcher è "vulnerabile" (VU) perché catturato frequentemente